# Orgyia delineata
Orgyia delineata är en fjärilsart som beskrevs av Barend J. Lempke 1959. Orgyia delineata ingår i släktet fjädertofsspinnare, och familjen tofsspinnare. Inga underarter finns listade i Catalogue of Life.